# 阿部渉
阿部 渉（あべ わたる、1967年10月7日 - ）は、NHKのエグゼクティブアナウンサー。

## 来歴
岩手県水沢市（現奥州市）出身。幼少期はテレビっ子だった。
水沢市立水沢中学校、岩手県立水沢高等学校、早稲田大学法学部卒業。
就職活動ではディレクター志望でNHKに応募したがアナウンサー職で内定。
NHKに入局。
1990年6月より1993年7月まで、NHK秋田放送局で勤務。
1993年8月より1996年7月まで、NHK横浜放送局で勤務。
1996年8月より、東京アナウンス室で勤務。2017年6月9日付けで、NHK管理職異動によりエグゼクティブ・アナウンサーへ昇格。
東京での出演番組については、「#東京アナウンス室時代（1996年度 - 2021年度）」の節で説明。
2022年4月より、NHKラジオセンターで勤務。出演番組については「#ラジオセンター時代（2022年度 - ）」の節で説明。

## 逸話

### 職務がらみの逸話
- 秋田放送局での上司は自分が出した企画が通らないと番組出演させない方針で、同期入局アナが先にデビューしていくもなかなか企画が通らず、やっと通ったのは入局から2か月後の6月、秋田県内の美容院の取材だった[5]。この経験で面白いことを見つけて、それを知ってほしい気持ちで伝えることが今でも仕事の核になっている[5]。
- 『BS日本のうた』では毎週十何組もの歌手名と楽曲名を何も見ずにテンポよく言う必要があり、持ち歌以外も歌唱するため台本を写して何度も読む練習を続けたことがアナウンサーとして鍛えられた経験で、ある歌手から「あなたが何も見ずに読み上げているから自分も頑張って歌おう」と言われたという[3]。
- 2006年春に『NHKニュース7』の平日キャスターに就任した際には、前任の畠山智之の最終出演日のエンディングに引き継ぎのため出演し、「分かりやすいニュースを引き続き目指してまいります。夜の7時は『ニュース7』!4月からもよろしくお願いします」と抱負を述べた。
- 『NHKニュースおはよう日本』のエンディングの締めでは、「今日も一日、お元気で！」と挨拶することが通例となっていた[6]。ただし、熊本地震などの一大事が発生した時は、「今朝はこれで失礼します」に変更した[6]。同番組を卒業することとなった2017年3月31日放送のエンディングでは、「皆さん、これからもずーっと、ずーっと、お元気で！」と締めくくった。
- 好きなアーティストは小田和正で、オフコース時代からの大ファンである。2017年3月にBSプレミアムで放送された『100年インタビュー』に小田が出演した際、インタビュアーを務めた[注 1]。

### 他
- ドラマ『男女7人夏物語』（TBS系）に、通行人のエキストラとして出演した経験がある。

## 出演
☆印は現在出演（担当）中。 

### 秋田放送局時代（1990年度 - 1992年度）
- あきたアワー
- 秋田県のニュース・中継・リポート

### 横浜放送局時代（1993年度 - 1995年度）
- 神奈川県の中継・リポート など

### 東京アナウンス室時代（1996年度 - 2021年度）
- ふれあい通り 語り
- トップミュージックEX
- おはよう5（野村正育の代理：1997年8月25日 - 29日、9月1日 - 5日）
- NHKニュースおはよう日本（伊藤博英の代理：1998年8月15日 - 16日、22日 - 23日）
- NHKニュース キャスター（土曜正午、日曜20時45分ほか） 2000年4月 - 2001年3月
- NHK紅白歌合戦
  - ラジオ中継：第51回（2000年）
  - 白組司会
    - 第52回（2001年）
    - 第53回（2002年）
    - 第54回（2003年）
    - 第55回（2004年）

  - 総合司会
    - 第60回（2009年）
    - 第61回（2010年）
    - 第62回（2011年）
- BS日本のうた（1998年4月 - 2002年3月）
- 利家とまつ〜加賀百万石物語〜 ナレーション（2002年1月 - 12月）
- NHK歌謡コンサート（2002年4月 - 2006年3月）
- お元気ですか日本列島 金曜日（2003年10月 - 2004年4月）
- BSあなたが選ぶ映画音楽（2004年）
- お昼ですよ!ふれあいホール （2004年5月 - 2005年9月）
- 愛・地球博 開会式司会（2005年3月）
- 日曜スタジオパーク 司会（2005年4月 - 2006年3月）
- NHKのど自慢
- NHKニュース7（メインキャスター：平日）（2006年4月 - 2008年3月）
- 思い出のメロディー［司会］
  - 第40回：2008年8月30日
  - 第47回：2015年8月8日
- 金曜バラエティー（2010年12月24日）
- ゆく年くる年（司会進行）
  - 2008年12月31日 - 2009年1月1日
  - 2012年12月31日 - 2013年1月1日
  - 2013年12月31日 - 2014年1月1日
  - 2014年12月31日 - 2015年1月1日
  - 2015年12月31日 - 2016年1月1日
  - 2016年12月31日 - 2017年1月1日
- 追悼 歌手・島倉千代子〜涙の中には笑顔がいっぱい〜 司会（2013年11月17日）
- ソチオリンピック（開会式中継）（2014年2月7日）
- 日韓の国宝が海を越えた〜半跏思惟像はるかな旅〜 語り（2016年6月16日）
- リオデジャネイロオリンピック（開会式中継）（2016年8月6日） - 森花子とともに
- NHKニュースおはよう日本
  - メインキャスター（祝日を除く月曜 - 金曜）〔6:30 - 7:45[注 2]〕（2008年3月31日 - 2017年3月31日）
- NHKニュースおはよう日本・関東甲信越
  - メインキャスター（祝日を除く月曜 - 金曜）〔7:45 - 8:00〕（2008年3月31日 - 2017年3月31日）
- 2020年新春！ニッポン“にぎわい”リレー（2020年1月1日） - 三宅裕司・ベッキーと共に司会
- ごごナマ 司会（月曜 - 木曜）（2017年4月3日 - 2020年3月18日）
- ニュース シブ5時 メインキャスター（2020年3月30日 - 2022年3月31日）
- 2020年東京オリンピック・パラリンピックパラリンピックデイリーハイライト - 武田真一、久保田祐佳、赤木野々花のメンバーで男女司会

### ラジオセンター時代（2022年度 - ）
- マイあさ! 第2部（キャスター、2022年4月4日 - 10月31日[7]）